# Monotrematum
Monotrematum – wymarły rodzaj prassaka z rodziny dziobakowatych (Ornithorhynchidae), jedyny nieaustralijski stekowiec żyjący w paleocenie 61 milionów lat temu w Ameryce Południowej w Patagonii.

## Etymologia
- Monotrematum: gr. μονος monos „pojedynczy”; τρημα trēma, τρηματος trēmatos „otwór, dziura”[2].
- sudamericanum: Ameryka Południowa[3].